# Bytom Odrzański
Bytom Odrzański là một thị trấn thuộc huyện Nowosolski, tỉnh Lubuskie ở tây Ba Lan. Thị trấn có diện tích 2 km². Đến ngày 1 tháng 1 năm 2011, dân số của thị trấn là 4496 người và mật độ 1955 người/km².